# 295 Theresia
Theresia (định danh hành tinh vi hình: 295 Theresia) là một tiểu hành tinh điển hình ở vành đai chính. Ngày 17 tháng 8 năm 1890, nhà thiên văn học người Áo Johann Palisa phát hiện tiểu hành tinh Theresia khi ông thực hiện quan sát ở Viên và không biết rõ nguồn gốc tên của nó.